# Abadía de Romsey
La abadía de Romsey (en inglés: Romsey Abbey) fue una antigua abadía de mujeres inglesa de la orden de San Benito de fundación medieval, ubicada en la pequeña ciudad de Romsey en el condado de Hampshire, disuelta en 1539 por Enrique VIII y luego parcialmente desmantelada. Solo sobrevive la antigua iglesia abacial, ahora iglesia parroquial de la Iglesia de Inglaterra, construida por los normandos en el siglo XII. Es en 4/5 de construcción de la época románica y no ha sufrido ningún cambio significativo desde principios del siglo XIII. Está clasificada como de Grado I del patrimonio inglés como un edificio excepcional.
Es la iglesia parroquial más grande del condado —ya que el priorato de Christchurch ahora está en Dorset— y el elemento más sobresaliente de la ciudad, lo que la hace aún más notable porque la abadía, como convento de monjas, habría estado peor dotada financieramente que otros establecimientos religiosos de la época.

## Historia

### La época sajona

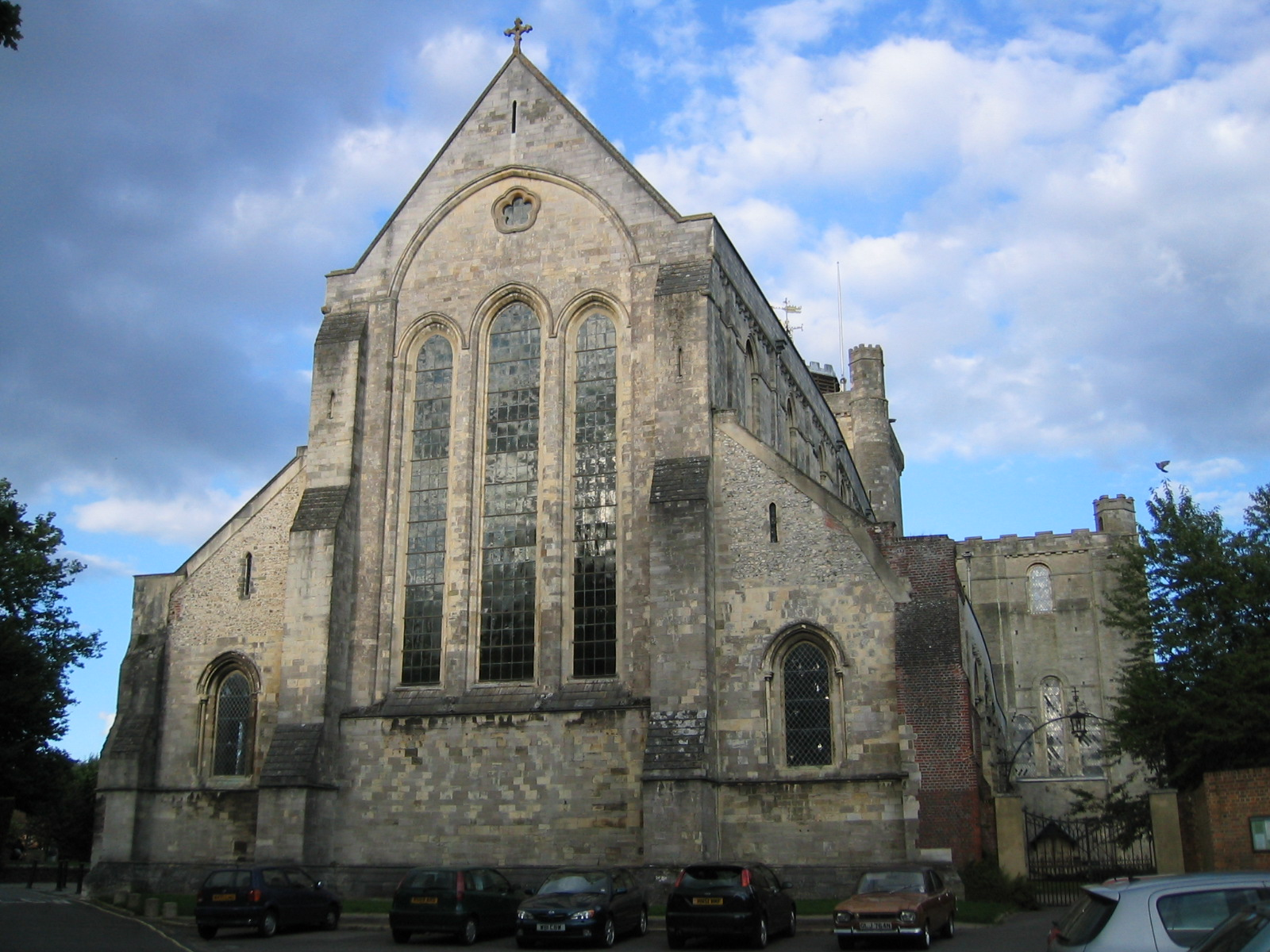
Fachada oeste

La fundación de una abadía benedictina de mujeres en Romsey se remonta a 907 y fue obra del rey de Wessex Eduardo el Viejo, hijo de Alfredo el Grande. La comunidad religiosa continuó creciendo y a su alrededor creció una aldea para mantenerla abastecida con productos. Sin duda perjudicada por la devastación de los vikingos, fue restablecida en 967 por el rey Edgar y el obispo de Winchester Æthelwold. Ambas sufrieron nuevamente en 993 cuando los asaltantes vikingos saquearon el pueblo y quemaron la iglesia original. Sin embargo, la abadía fue reconstruida en piedra alrededor de 1000 y el pueblo se recuperó rápidamente. Es solo de esta segunda fundación bajo la Regla de San Benito que data su importancia. La abadía y su comunidad religiosa florecieron y fueron reconocidos como sede de aprendizaje, especialmente para los niños de la nobleza.

### La época normanda
Los normandos —que dominaron Inglaterra desde la conquista en 1066 hasta la integración de Normandía en el reino de Francia en 1204— no interfirieron con la actividad de la abadía benedictina que incluso se benefició de su posición cerca de Southampton y de su puerto de embarque para Normandia. Acogía a aquellos que esperaban un viento favorable, lo que permitió a las monjas mantener relaciones con miembros de la dinastías gobernantes. La hija de Malcolm III de Escocia y de santa Margarita de Escocia, Mathilde y su hermana, fueron acogidas en el monasterio, entonces regido por su tía Cristina, antes de su matrimonio en 1100 con Enrique I de Inglaterra (r.1100-1135). Su esposo estuvo en la abadía en 1105 y la enriqueció con siete cartas de donación.
Una abadía de piedra, sustancialmente nueva y diseñada principalmente como un convento, fue construida sobre la antigua base anglosajona probablemente entre los años 1130-1140, en el final del reinado del rey Enrique I (Henry I Beauclerc) y el comienzo del de Esteban de Inglaterra o Étienne de Blois (r. 1135-1154). La erigió principalmente Henry Blois, obispo de Winchester y abad de Glastonbury, hermano menor del rey Esteban de Inglaterra (r. 1135-1154). Su estructura domina la ciudad hasta el día de hoy y la arquitectura normanda ya incorporaba gradualmente elementos ingleses. En 1240, más de 100 monjas vivían en la comunidad.
La abadía continuó creciendo y prosperando hasta que la Peste Negra golpeó la ciudad en 1348-1349. Si bien se cree que la mitad de la población de la ciudad —que en ese momento era de unos 1000 habitantes— murió, el número de monjas se redujo en más del 80%, hasta solamente 19 mujeres. Fueron 72 las monjas que murieron, incluida la abadesa Johanna. Esto afectó tanto al área que la prosperidad general de la abadía disminuyó y después de la plaga nunca hubo más de 26 monjas en la abadía.
El abaciato de Elizabeth Broke (1472-1502) estuvo marcado por el escándalo. Se le impuso una comisión en su contra por muchos cargos, que incluían permitir que las monjas no se vistieran bien, que pudieran ir a las tabernas de la ciudad, mantener una contabilidad deficiente y tener una relación enfermiza con el capellán.

## Disolución de los monasterios
En 1539, durante la disolución de los monasterios, el rey Enrique VIII de Inglaterra tomó el control de la Iglesia católica de Inglaterra y se declaró a la cabeza de esa Iglesia de Inglaterra. La abadía se disolvió en abril de 1539, no sufrió el destino de muchos otros establecimientos religiosos en ese momento y no fue demolida, aunque la comunidad misma fue dispersada por la fuerza. Esto se debió a que, en términos modernos, la abadía tenúa un "uso dual", ya que contenía una iglesia dentro de una iglesia, una sección importante que se había dedicado a san Lorenzo y que era usada únicamente por la gente del pueblo. Posteriormente, la ciudad compró la abadía a la Corona por £ 100 en 1544 y luego comenzó a demoler esa sección reservada como iglesia de San Lorenzo, la sección que paradójicamente le había asegurado su supervivencia.
La abadía sobrevive hoy en día, no solo por los esfuerzos del reverendo Edward Lyon Berthon durante el siglo XIX que se propuso restaurarla y devolverle algo de su antigua gloria. Ahora es la iglesia parroquial más grande del condado y alberga la tumba de Lord Mountbatten, conde de Birmania y de sir William Petty FRS, el gran economista, científico y filósofo inglés. Mountbatten recibió el título menor de barón Romsey en 1947 por haber recibido su condado y vivió localmente en Broadlands House. El 27 de agosto de 1979, Mountbatten, su nieto Nicholas y otros dos fueron asesinados por una bomba colocada por miembros del Ejército Republicano Irlandés Provisional, escondidos a bordo de su barco de pesca en Mullaghmore, condado de Sligo, Irlanda. Fue enterrado en la abadía después de un funeral de estado completo en la Abadía de Westminster.
El vicario actual es el reverendo Thomas Wharton, quien asumió el cargo en septiembre de 2018.

## Arquitectura y escultura de la época sajona
Las excavaciones en la década de 1900 y las de 1973-1991 revelaron en el sitio y en los alrededores inmediatos de la iglesia actual la presencia de enterramientos de principios del siglo IX. A principios del siglo X, el primer edificio fue reemplazado por una iglesia en forma de cruz con brazos iguales de 28 m de largo y de ancho, con un gran ábside al este. Esa iglesia está en el centro de la iglesia actual, con los edificios residenciales en el sur.
Sobre el muro oeste del crucero sur del transepto, una gran escultura en alto relieve representa a un Cristo en pie, con la cabeza en alto coronada por la mano de Dios. El aspecto monumental caracteriza a esta bella crucifixión. Las formas son estables, sólidas e indican una estrecha relación con el continente, ya sea con las regiones carolingias u otonianas, o con Bizancio y el Mediterráneo. La iconografía de esta obra recuerda a un modelo continental, pero el estilo es inglés. Además, hay un elemento típicamente anglosajón que generalmente no se ve en las obras del continente, ni en las de Inglaterra después de la conquista de 1066; se trata de la mano de Dios sobre la cabeza de Cristo. Hoy incorporado al muro del transepto de la iglesia románica, probablemente formaba parte de un conjunto ubicado en el interior de un edificio, delante del coro, quizás entre la Virgen y san Juan. Algunos datan esta escultura en 1000-1025.
En la capilla de la nave lateral sur del coro, una crucifixión en bajorrelieve con influencias bizantinas representa a Cristo en la cruz con ángeles que lo vigilan, acompañados por la Virgen y san Juan, amenazados por las lanzas de los guerreros romanos. Es probable que este sea el crucifijo donado por el rey Edgar el Pacífico a la abadía alrededor del 960.

Crucifixión sajona
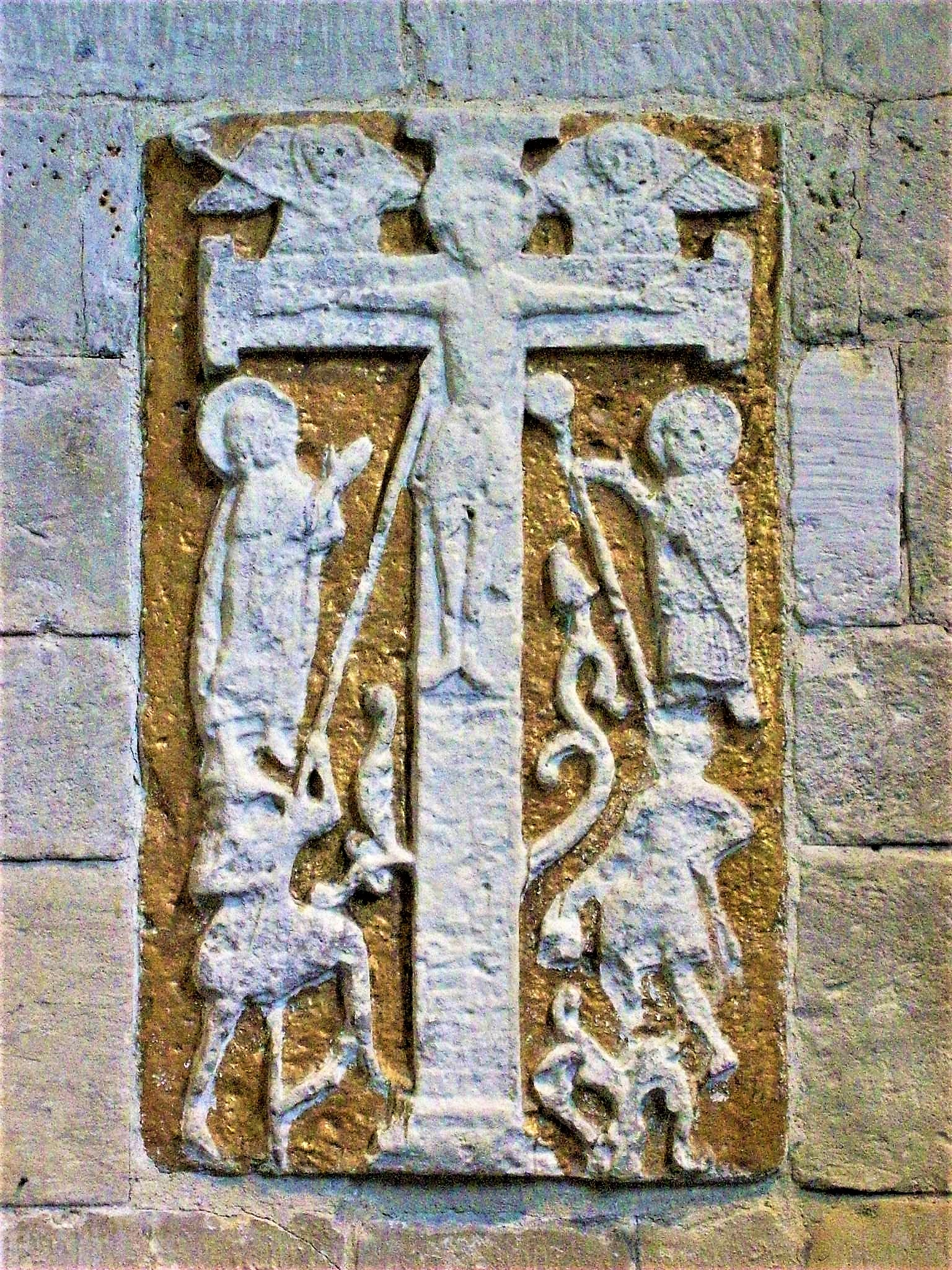
Otra crucifixión sajona
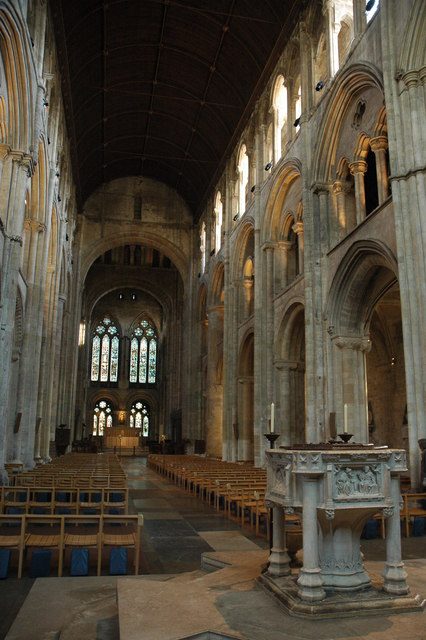
La nave románica
Tramos góticos y románicos
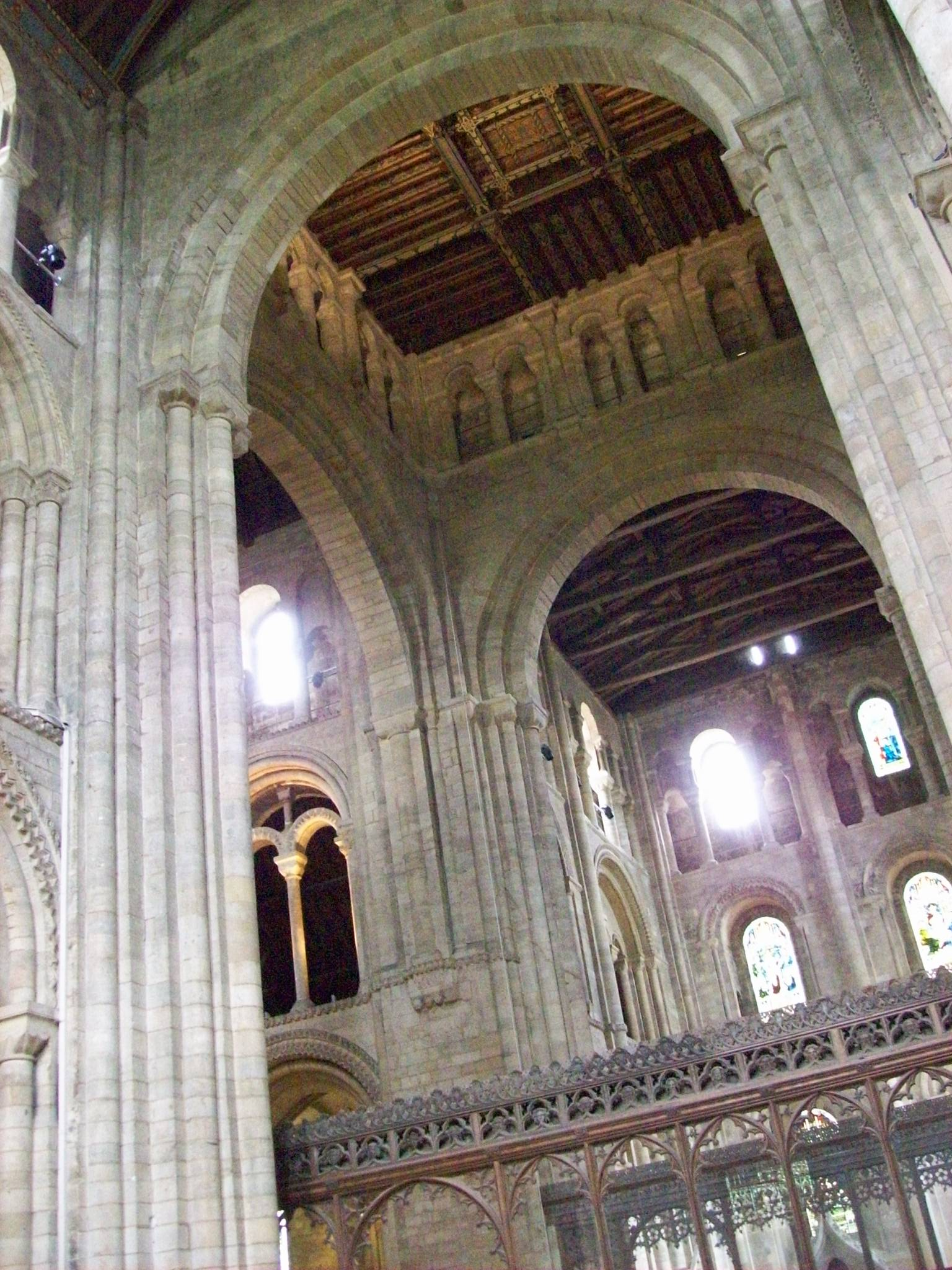
El crucero del transepto
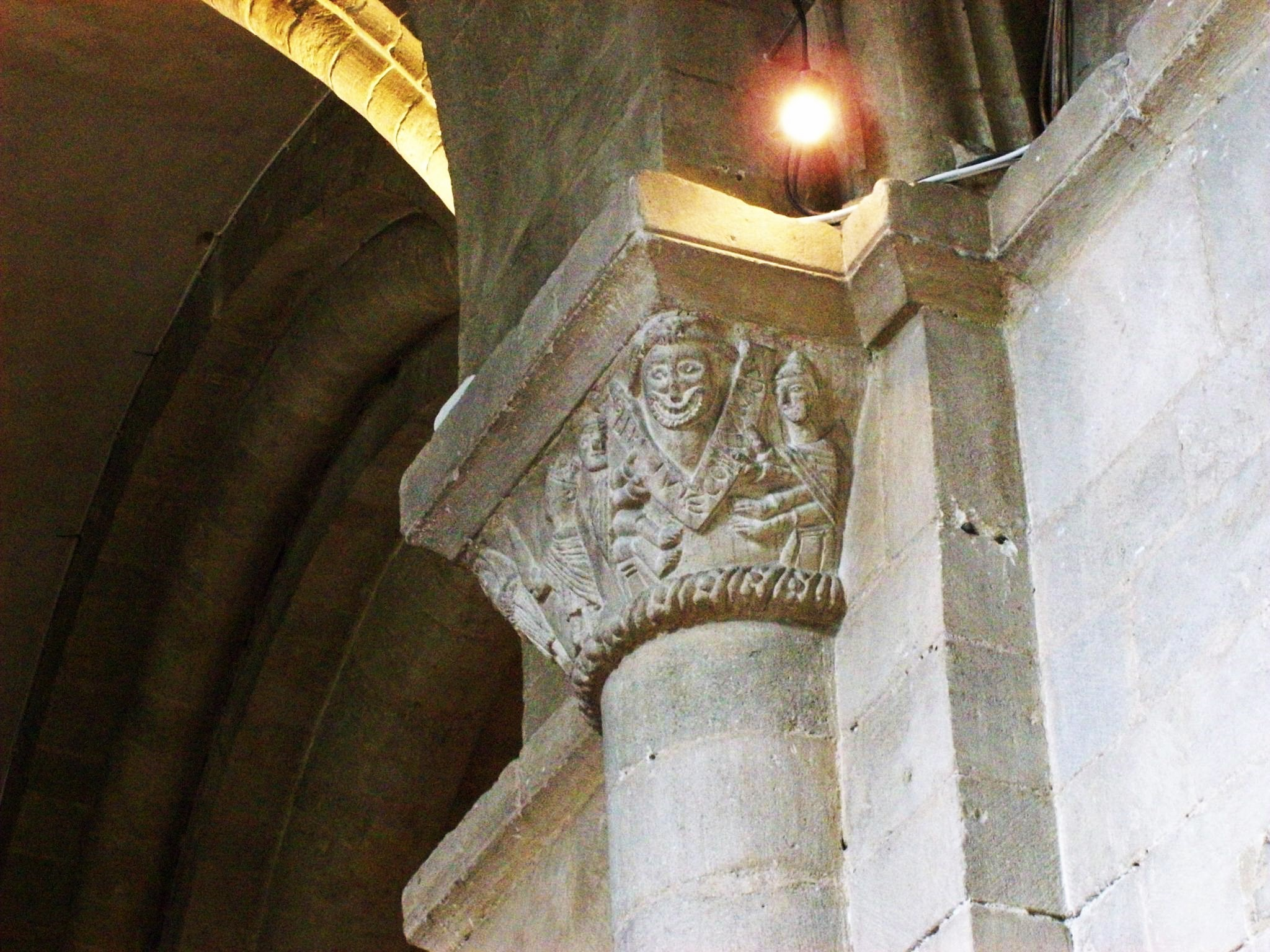
Capitel románico

## Arquitectura normanda

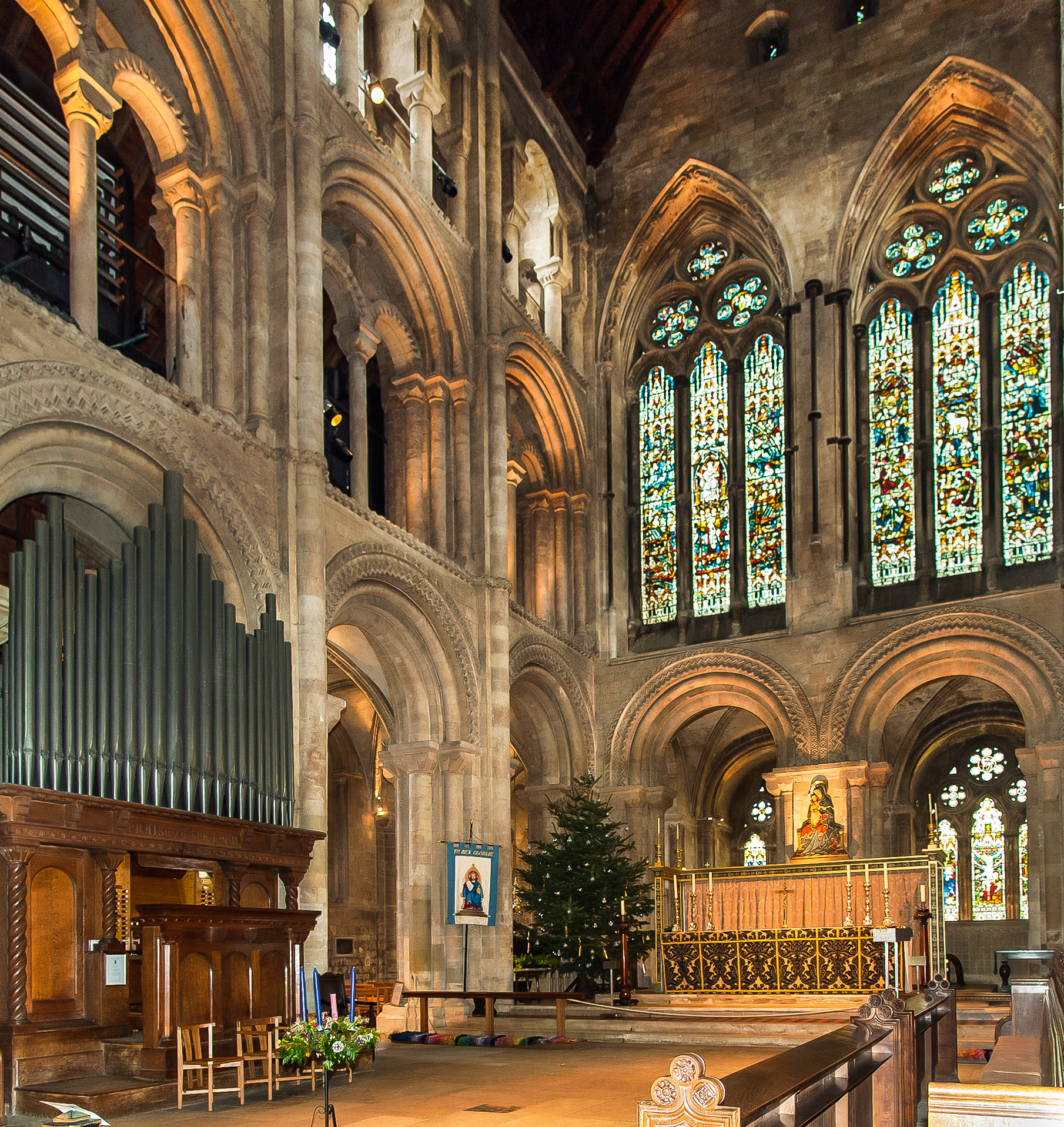
El coro románico con ventanas góticas y el órgano de la abacial de Romsey, en diciembre de 2012

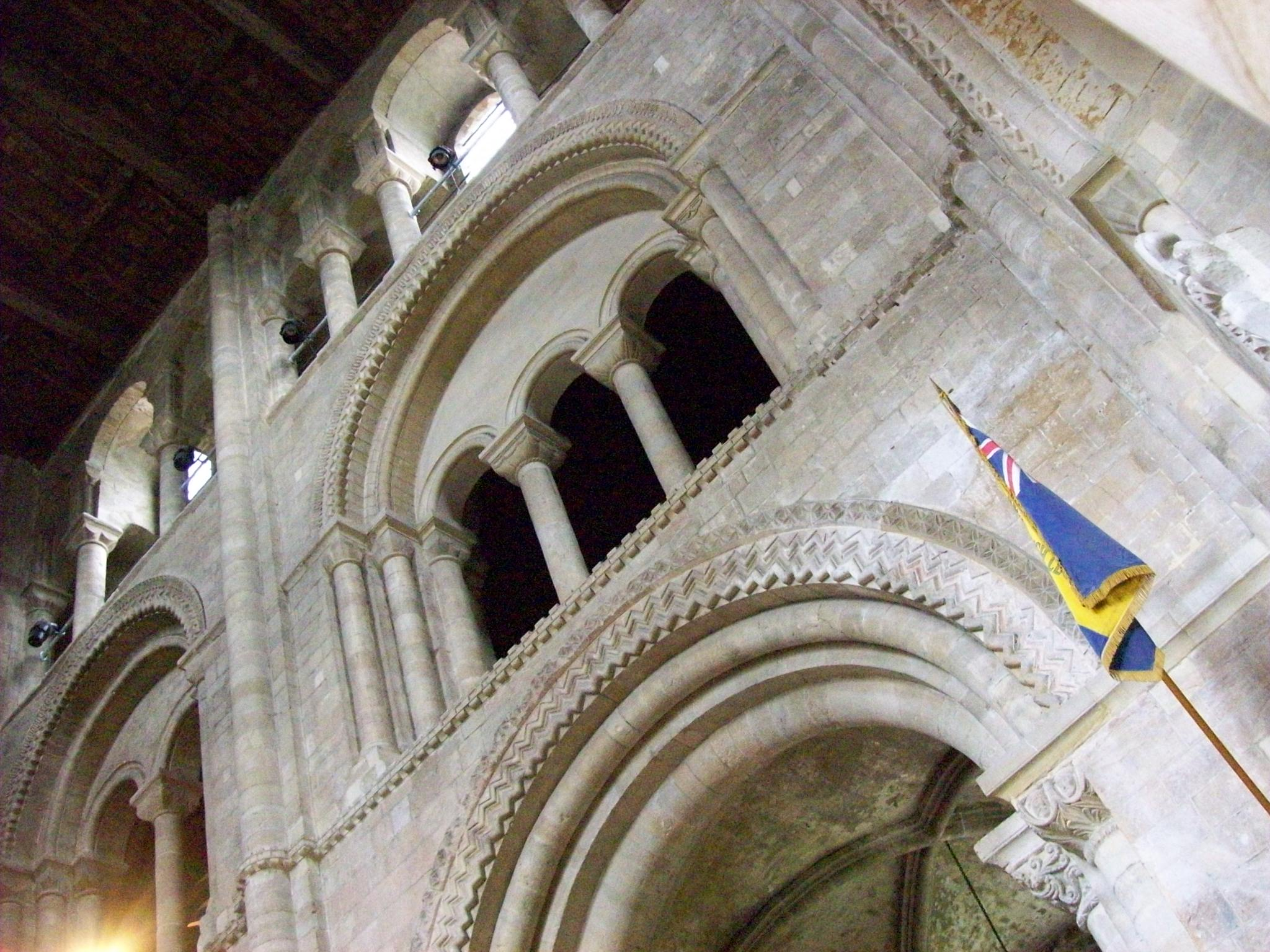
El transepto sur

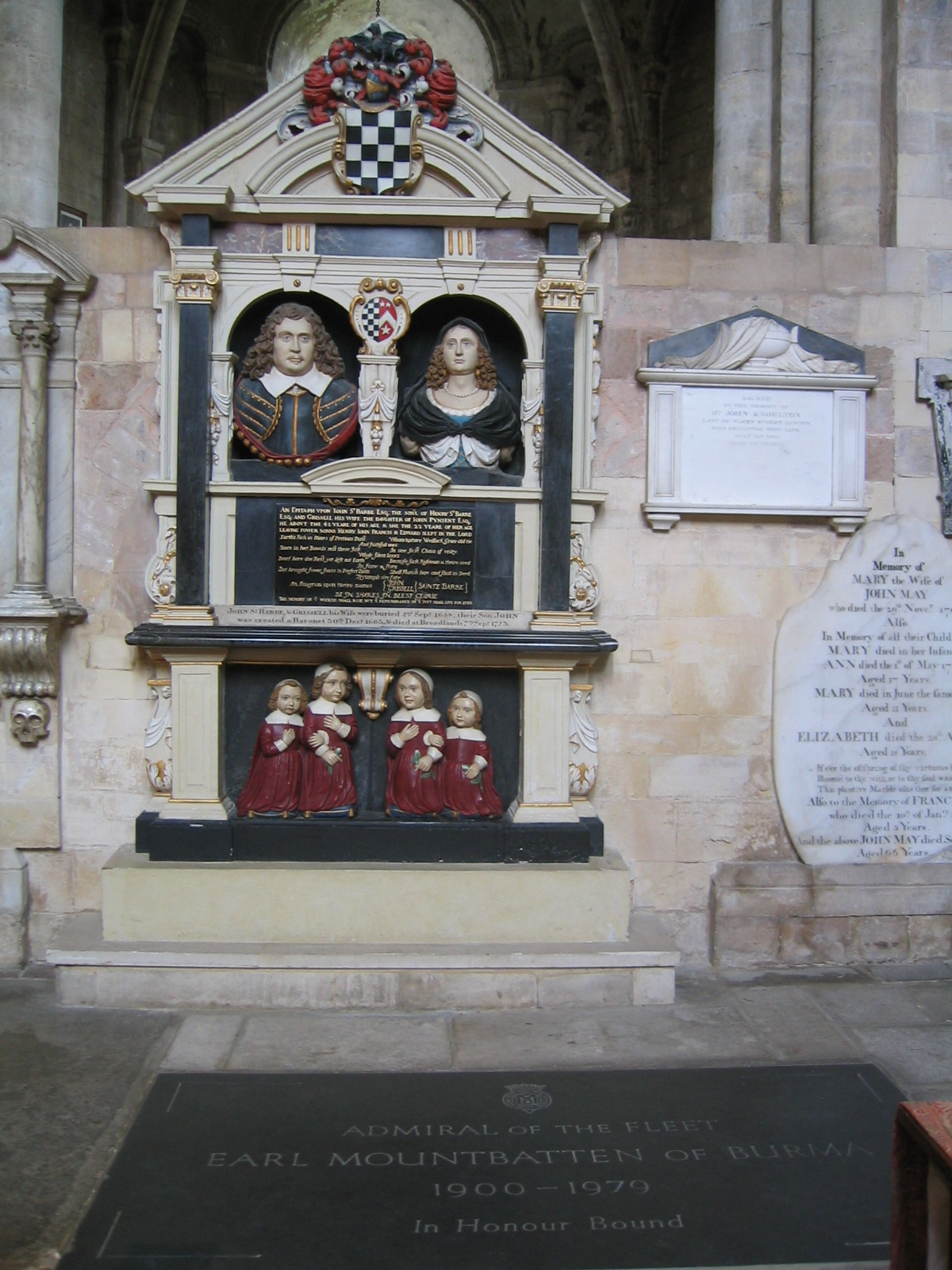
Tumbas en la abadía de Romsey, incluida la del conde Luis Mountbatten.

La iglesia es probablemente de los años 1130-1140, del final del reinado del rey Enrique I (Henry I Beauclerc) y del comienzo del de Esteban de Inglaterra o Étienne de Blois (r. 1135-1154). En ese momento, la arquitectura normanda incorporaba gradualmente elementos ingleses.
Situada bajo las advocaciones de la Virgen y de santa Æthelfield —una antigua abadesa de Romsey en el siglo X—, esa iglesia construida en una excelente piedra caliza de Chilmark en Wiltshire es homogénea ya que unas 4/5 partes son de estilo románico con una extensión de la nave en un gótico primitivo respetando la armonía general. No ha sufrido cambios significativos desde el siglo XIII, excepto por la construcción de una capilla axial que ha desaparecido hoy y ofrece en su aspecto interior una gran simplicidad de diseño y una alta pureza de líneas.
La planta benedictina de la iglesia es similar a la de la iglesia de Saint-Nicolas de Caen, la hija mayor de la abadía Saint-Etienne de Caen. Hay un alzado en tres niveles, el pasaje o muro normando en las ventanas altas, incluso en la parte gótica de la nave, que es único en Inglaterra. Sólo la cabecera plana es inglesa.
La construcción se inició desde el este, con un coro de tres tramos completamente románico, excepto el nivel superior de la cabecera, y una nave con siete tramos para una longitud total de 78 m. Estas dimensiones se acercan a los hábitos normandos. En alzado, se hizo uso de una característica arquitectónica original para dar una impresión de ligereza, líneas verticales del orden colosal de la nave, donde, en cada tramo las arcadas, encajan en las arcadas de la planta baja y los huecos del triforium. La primera parte de la nave románica se completó alrededor de 1180-1190, luego los tres tramos en gótico primitivo con un aumento de tres niveles para respetar la armonía del conjunto a principios del siglo XIII. Una de las pilonas cerca del crucero del transepto es redonda y se eleva hasta la cima del triforio. La nave está plafonada como la pequeña torre del crucero del transepto que no se utiliza para iluminar la iglesia. Las naves laterales y el coro están abovedados con bóvedas de ojivas.
En la nave se esculpen capiteles con gallones, algunos de los cuales se trabajan con entrelazados, motivos vegetales, hojas de acanto cercanas a las de la catedral de Canterbury. Los capiteles del coro son más variados y, a veces, historiados. El más famoso, en el nave lateral sur, firmado ROBERT ME FECIT representa personajes rígidos y cortos como suspendidos entre el cielo y la tierra. En el centro hay un rey, con un hombre sentado y un ángel, a la izquierda, y un hombre sosteniendo una filacteria y una máscara, a la derecha. Este capitel es una reminiscencia de los de la abadía de Saint-Georges-de-Boscherville y de la abadía de Graville en Normandía. Filas de modillones, a veces tallados, corren bajo las cornisas externas.
La abacial de Romsey es una de las iglesias más normandas del sur de Inglaterra con innovaciones que serán poco seguidas.

## La capilla Lady
En el extremo oriental de la iglesia, las excavaciones revelado la existencia de un par de capillas construidas con una doble dedicación, probablemente a la Santísima Virgen y a santa Ætelfleda. El estilo de las ventanas es datable desde mediados del siglo XIII hasta mediados del siglo XIV y está decorado en estilo gótico tardío. Las balsosas del piso se pueden fechar a finales del siglo XIII o principios del siglo XIV. En la capilla del norte, se descubrió una tumba de hombre bien conservada y en la capilla del sur, otras cuatro sepulturas.

## Música

### Coro
Los coros están formados por coristas tradicionales, siguiendo la tradición de Romsey de monjas cantantes, los coristas varones (una incorporación más reciente, de 1867) y una fila trasera de adultos, tenores y bajos adultos del área local. Hay un coro de niñas de los cantantes más avanzados y un consort de cantantes voluntarios. En los últimos 3 años, los coros han grabado 5 CD, cantado para la realeza, disfrutaron de giras en Italia, Francia y recientemente en las catedrales del Reino Unido. Establecieron una relación de hermanamiento con un coro alemán de Mülheim an der Ruhr. Han aparecido en numerosas ocasiones en la BBC Songs of Praise , así como en un documental de la BBC en 2018. El director musical, desde 2015, es George Richford.

### Órganos
La iglesia abacial de Romsey tiene dos órganos. El instrumento principal fue construido por J.W. Walker & Sons en 1858 y reemplazó a un instrumento anterior de Henry Coster. El órgano Walker fue reconstruido en su posición actual y ampliado en 1888. El trabajo de restauración principal fue llevado a cabo por J.W. Walker & Sonsen 1995/1996 bajo la supervisión del organista de la abadía Jeffrey Williams, restaurando las acciones mecánicas y revisando toda la tubería. trabajo. En 1999 se construyó un nuevo órgano en la nave con tuberías en el Triforium Sur. Este se puede tocar desde una consola móvil, en la nave, o desde la consola principal.

## Campanas
Las campanas de la iglesia estaban anteriormente alojadas en un campanario separado. Después de su demolición en 1625, el conjunto de seis campanas fue transferido a un campanario de madera en la parte superior de la torre central. Fueron reemplazadas por un nuevo conjunto de ocho campanas en 1791; la más pesada, la tenor, con un peso de 26 cwt (unos 1180 kg). Tres de las campanas fueron refundidas en 1932. Las campanas y su marco de soporte del siglo XVIII se restauraron en 2007, cuando al quitar la corona se redujo el peso de la tenor a 22 centenas (algo menos de una tonelada). Las campanas ahora son conocidas en toda la región por ser uno de los mejores anillos de 8 campanas.[cita requerida]

## Relación con el Titanic

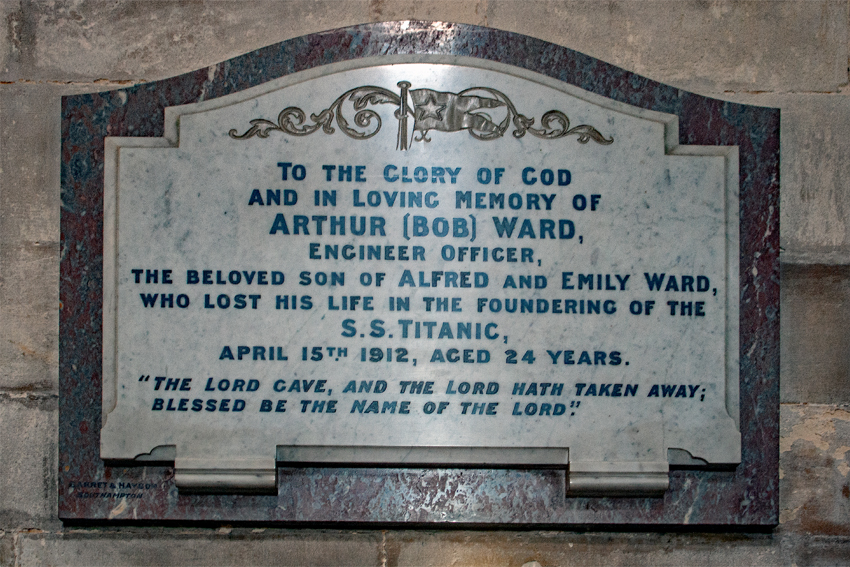
Memorial al titanico Arthur Ward

Uno de los oficiales de ingeniería del Titanic, Arthur (Bob) Ward, que murió en el hundimiento, se conmemora en la abadía con una placa en una de las capillas.

## St Swithun's, Crampmoor
El pueblo de Crampmoor, al este de Romsey, se encuentra dentro de la parroquia eclesiástica de Romsey. San Swithun, Crampmoor, es la iglesia hija de la abadía de Romsey. Fue construida en el siglo XIX para servir a una comunidad rural como iglesia y escuela. Originalmente había otros dos edificios de uso combinado en la parroquia; la escuela se mudó de St Swithun's en 1927.